# Guerra di Ishiyama Hongan-ji
La  guerra di Ishiyama Hongan-ji (石山合戦?, Ishiyama Kassen), avvenne tra il 1570 e il 1580 del periodo Sengoku in Giappone, e fu una lunga campagna di Oda Nobunaga contro una serie di fortificazioni, templi e comunità appartenenti agli Ikkō-ikki nella provincia di Settsu. Il centro della campagna si focalizzò nella conquista della roccaforte di Ishiyama Hongan-ji, che si trova nei pressi dell'attuale Osaka. Mentre Nobunaga e i suoi alleati guidavano attacchi contro le comunità e le fortificazioni di Ikki nelle province vicine, indebolendo la struttura di supporto di Hongan-ji, un altro esercito rimase accampato fuori dall'Hongan-ji bloccando i rifornimenti alla fortezza e servendo come scout.

## Monaci guerrieri
Gli Ikkō-ikki, leghe di monaci guerrieri e popolani furono tra gli ultimi a ostacolare Oda Nobunaga nella sua conquista del Giappone centrale. Nobunaga aveva combattuto precedentemente, scacciandoli, gli Ikki nella provincia di Mikawa ma nel 1570 le due principali fortezze Ikki di Ishiyama Hongan-ji e Nagashima rappresentavano le ultime forze dei monaci. Le mise sotto assedio contemporaneamente attaccando Ishiyama nell'agosto 1570 e Nagashima nel 1571.

## L'assedio

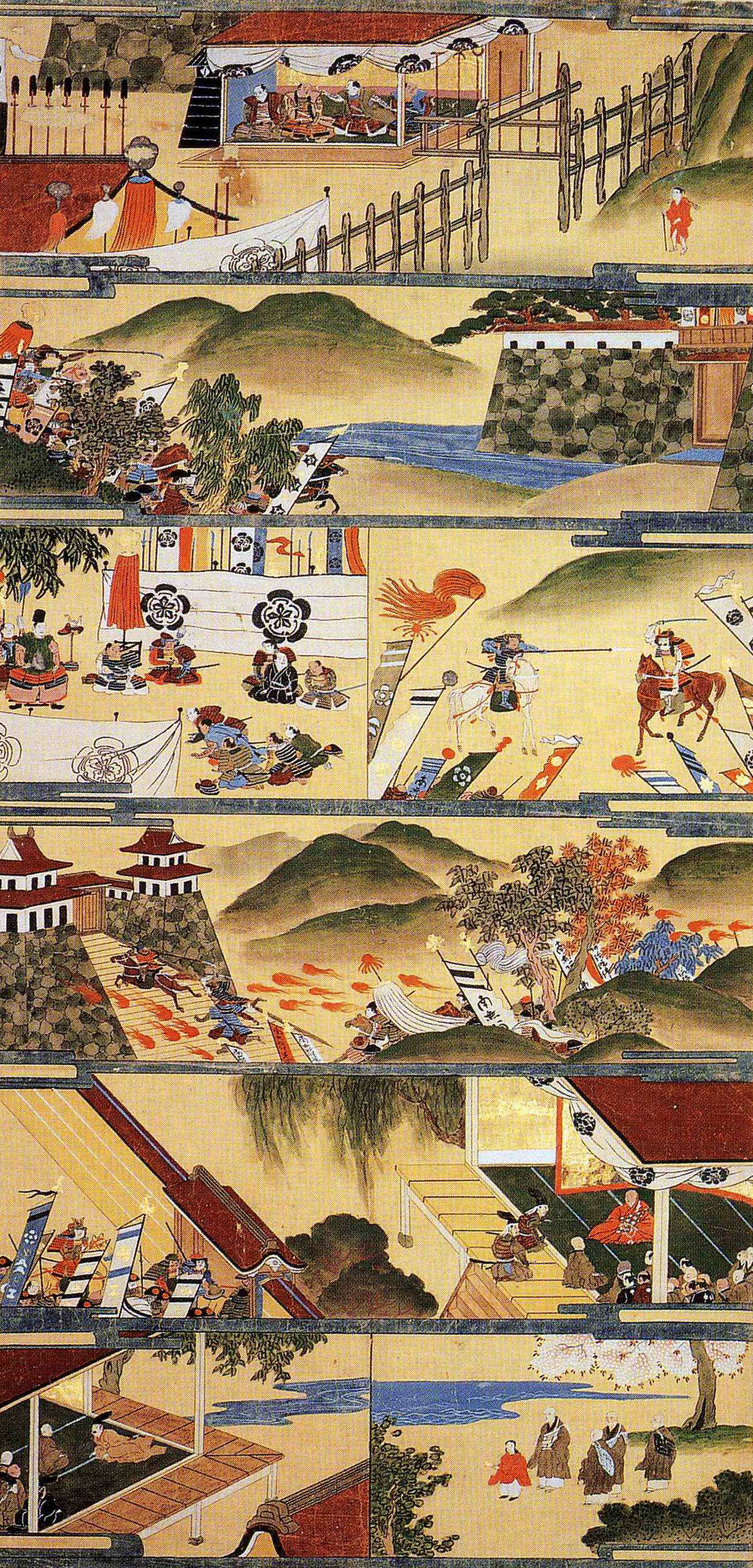
Assedio di Ishiyama

Nell'agosto 1570 Oda Nobunaga lasciò il castello di Gifu con 30 000 uomini e ordinò di costruire delle strutture attorno a Ishiyama. Il 12 settembre gli Ikkō-ikki lanciarono un attacco a sorpresa notturno contro Nobunaga a Kawaguchi e Takadono.  Gli Ikki erano stati rinforzati da altri monaci guerrieri della provincia di Kii e 3 000 moschettieri e forzarono Nobunaga al ritiro.
Mentre Nobunaga stesso si concentrò nell'assedio di Nagashima e ad altre campagne contro gli Ikki delle province vicine, una parte della sua armata restò accampata attorno a Ishiyama per sorvegliare gli Ikki e bloccare i rifornimenti.
Dopo aver ridotto il supporto agli Ikki, Nobunaga cercò di piegare la fortezza per fame. Tuttavia non era un compito facile poiché la fortezza di Ishiyama si trovava sulla costa, che era sorvegliata dalla flotta del clan Mōri, maestri del combattimento navale e dei nemici del clan Oda. Comunque nel 1575 la fortezza ebbe un bisogno urgente di rifornimenti e l'abate Kōsa era pronto a dare inizio a una trattativa per una resa con Nobunaga per porre fine all'assedio. Ma l'estromesso Shōgun, Ashikaga Yoshiaki, inviò una lettera a Mōri Terumoto per chiedere il suo aiuto per portare rifornimenti alla fortezza.
Nell'aprile del 1576 l'esercito Oda attaccò con 3 000 uomini sotto il comando di Akechi Mitsuhide e Araki Murashige. In quel momento attorno alla fortezza centrale erano stati costruiti 51 avamposti, molti dotati di squadre di archibugi. Tuttavia gli aggressori furono rapidamente respinti da 15 000 difensori.
Oda Nobunaga fu costretto a rivedere le proprie tattiche e iniziò ad attaccare chi dava supporto agli Ikki. Mandò Toyotomi Hideyoshi a guidare un assalto alla fortezza dei monaci a Negoro-ji.
Nobunaga arruolò Kuki Yoshitaka per iniziare un blocco navale e distruggere le linee di rifornimento della fortezza. Nell'agosto 1576, nella prima battaglia di Kizugawaguchi il blocco fallì. Ma Kuki Yoshitaka ritornò due anni dopo con nuove e massicce navi da guerra e, nella seconda battaglia di Kizugawaguchi, ruppe definitivamente le linee di rifornimento dei Mōri.
A quel punto l'assedio iniziò a oscillare a favore di Nobunaga. La maggior parte degli alleati degli Ikki era già all'interno della fortezza quindi non avevano nessuno a cui potessero chiedere aiuto. Uesugi Kenshin, uno dei più forti nemici di Nobunaga e, quindi, tra i più forti alleati dell'Ikki, morì nel 1578, e il clan Mōri perse il suo castello di Miki nel 1580. Tra il 1578 e il 1580 gli Ikki uscirono dalla fortezza molte volte sotto la guida di Shimozuma Nakayuki per affrontare gli eserciti degli Oda. Ma nell'aprile del 1580 i difensori si trovarono quasi senza munizioni e cibo. L'Abate Kōsa tenne una consulta con i suoi colleghi e, poco dopo, ricevette un messaggio dall'imperatore del Giappone stesso chiedendo che gli Ikki si arrendessero. Non era un segreto che questa lettera fosse stata promossa da Nobunaga, ma ciò non avrebbe cambiato il potere di una richiesta imperiale; Kōsa si arrese diverse settimane dopo e i combattimenti terminarono finalmente alcuni mesi dopo, nell'agosto del 1580.

## Conseguenze
Nobunaga risparmiò la vita a molti dei difensori, tra cui Shimozuma Nakayuki, ma bruciò la fortezza. Tre anni dopo Toyotomi Hideyoshi iniziò nello stesso sito la costruzione del castello di Osaka.